# 鬼界彰夫
鬼界 彰夫（きかい あきお、1954年 - ）は、日本の哲学者。筑波大学名誉教授。専門は言語哲学、認識論。

## 略歴
- 1979年 - 京都大学文学部卒業
- 1982年3月 - 京都大学大学院文学研究科文学修士（修士論文「生きた鏡－モナド論と生物的世界観－」[2]）
- 1990年 - 京都大学大学院文学研究科

2月ニューヨーク市立大学博士（博士論文"Philosophical Foundations for a Humanistic Ontology of Language"）
9月大阪府立看護大学医療技術短期大学部非常勤講師（～1991年9月）
- 1991年9月 - 中京大学非常勤講師（～1992年7月）
- 1992年5月 - 筑波大学現代語・現代文化学系助教授（～2004年3月）
- 2004年4月 - 筑波大学大学院人文社会科学研究科助教授（～2006年3月）
- 2006年4月 - 筑波大学大学院人文社会科学研究科教授
- 2019年3月 - 退官

## 著作

### 単著
- 『ウィトゲンシュタインはこう考えた－哲学的思考の全軌跡1912-1951』（講談社[ 講談社現代新書 ]、2003年7月）
- 『生き方と哲学』（講談社、2011年7月）

### 翻訳
- ルートヴィヒ・ウィトゲンシュタイン『ウィトゲンシュタイン哲学宗教日記』イルゼ・ゾマヴィラ編（講談社、2005年11月／講談社学術文庫、2024年12月）
- ルートヴィヒ・ウィトゲンシュタイン『透明な沈黙』（富田伊織（透明標本）、青志社、2010年8月）
- ルートヴィヒ・ウィトゲンシュタイン『哲学探究』（講談社、2020年11月)

### 共訳
- （永井均・飯田隆・岡本賢吾 他）『ウィトゲンシュタイン 没後６０年　ほんとうに哲学するために』（河出書房新社[KAWADE道の手帖]、2011年6月）

## 論文
- 「代数的精神―ライプニッツにおける認識と方法」『哲学論叢』(8)19-31 1981年7月
- 「過程と選択―存在の基底としてのモナド過程について」『哲学論叢』(11)11-20 1984年7月
- （Mary, Schleppegrell;Sali, Tagliamonte）"The influence of syntactic position on relativization strategies: a diachronic and synchronic perspective"　Variations in Language. NWAV-V at Stanford  266-277 1986年11月
- 「行為としての認識について」『哲学論叢』(17)114-128 1990年7月
- 「理論的知と非理論的知」『哲学』(41)197-207 1991年4月
- 「自然主義的認識論の哲学的意義」『科学哲学』(25)29-40 1992年11月
- 「日常と哲学」言語文化論集 37(0)31-46 1993年1月
- 「動物科学と言語的人間中心主義」科学基礎論研究(81)121-127 1993年12月
- 「チョムスキー　言語は臓器である」月刊『言語』23(10)73-81 1994年10月
- 「新たなる知の理想を求めて(1)M.ポラニーの認識論」言語文化論集(41)1-18 1995年1月
- 「新たなる知の理想を求めて(2)M.ポラニーの認識論」言語文化論集(42)35-48 1996年1月
- 「新たなる知の理想を求めて(3)M.ポラニーの認識論」言語文化論集(45)19-47 1997年7月
- 「「確実性について」におけるヴィトゲンシュタインの思考(1):第二部(§§66-192)の分析を通じて」言語文化論集(49)39-127 1998年1月
- 「「確実性について」の主題と構造(上)」言語文化論集(46)149-179 1998年1月
- 「「確実性について」の主題と構造(中)」言語文化論集(47)53-96 1998年1月
- 「『確実性について』に関する一考察」『科学哲学』31(1)35-51 1998年5月
- 「『確実性について』の主題と構造(下)」言語文化論集(48)23-54 1998年9月
- 「『確実性について』におけるウィトゲンシュタインの思考(2):第三部(§§192ー299)の分析を通じて」言語文化論集(52)101-149 2000年1月
- 「ウィトゲンシュタイン最後の思考:「確実性について」第四部:§§300-676を巡って」言語文化論集(55)57-173 2001年1月
- 「大学の理念、機能、および運営について」『科学』74(4)432-443 2004年4月
- 「言語の生物学的実在性と原型言語」月刊『言語』34(5)72-80 2005年5月
- 「隠された意味へ―『ウィトゲンシュタイン哲学宗教日記』(MS183)訳者解説」『ウィトゲンシュタイン哲学宗教日記』272-317 2005年11月
- 「私はなぜ規則に従うのか―制度、規範、「私」の概念的起源について」RATIO(2)364-425 2006年10月
- 「二つの言語ーチョムスキーと後期ウィトゲンシュタインの言語観の関係について」『思想』(998) 2007年6月
- "On Wittgenstein's Concept of 'Following a Rule' and Its Implication for the Philosophy of Mathematics"　Annals of the Japan Association for Philosophy of Science 16(1)19-35 2008年3月
- 「「私」はなぜ存在するのか―ウィトゲンシュタインから原制度的世界へ」RATIO(5) 2008年6月
- 「感覚のパラドックスと私的言語論　 ―『哲学探究』§§243-315の一解釈―」哲学・思想論叢(29)79-99 2011年1月
- 「感覚のパラドックスと私的言語を巡るウィトゲンシュタインの思想」哲学・思想論集(38)1-31 2013年6月

## 所属学会
- 科学基礎論学会
- 関西哲学会
- 日本科学哲学会
- 日本哲学会

## 役職
- 2001年 - 日本科学哲学会 編集委員、評議員